# Romão Gomes
Romão Gomes (São Manuel, 27 de junho de 1890 — São José dos Campos,  11 de janeiro de 1946) foi um militar, político, jurista e magistrado brasileiro do Tribunal de Justiça Militar de São Paulo.

## Biografia

### Início
Romão Gomes nasceu em 27 de junho de 1890, na cidade de São Manuel, Estado de São Paulo, filho de Antônio Gomes e de Tereza Munhoz.
Tinha origem humilde, assim, conciliava os estudos e a profissão para se manter, tendo concluído o 2º grau no Ginásio Estadual enquanto desempenhava as suas funções na Força Pública paulista. Ainda determinado a seguir nos estudos, Romão Gomes foi aprovado na Faculdade de Direito do Largo São Francisco, tendo lá se diplomado em Ciências Jurídicas e Sociais em abril de 1932 na turma 101.

### Carreira
Ingressou na então Força Pública do Estado de São Paulo no dia 13 de julho de 1911. Em 1914, juntou-se ao 2º Batalhão de Caçadores Paulistas. No ano seguinte foi promovido a cabo. Em 1916, a furriel e depois a  2º sargento em 1917.
Em 1918, prestou ainda serviços no auxílio a população durante o surto de gripe espanhola que assolou a capital paulista naquele ano.
Em 1921, matriculou-se como aluno do Curso Especial Militar do Corpo Escola, na atual Academia de Polícia Militar do Barro Branco, de onde saiu como Aspirante a Oficial em janeiro de 1923. No mesmo ano, foi promovido a 2º tenente.
Em 1924, foi promovido a 1º tenente e, no ano seguinte, a capitão. Essas promoções foram resultado de sua atuação no combate aos tenentes revoltosos de 1924 na cidade de São Paulo, durante a Revolução de 1924. Na Força Pública, combateu também os revoltosos na Revolução de 1930, no front de Itararé sob comando do major José Teófilo Ramos.
Em 28 de abril de 1931 foi preso no então Presídio da Imigração junto a cerca de 200 oficiais e praças do Exército e da Força Pública como José Teófilo Ramos, Antônio Pietscher, Christiano Klingelhoefer, Júlio Marcondes Salgado e Reinaldo Saldanha da Gama. Na ocasião, lideranças políticas ligadas ao Partido Democrático e militares da Força Pública de São Paulo e do Exército liderados pelo comandante geral da Força Pública, o coronel Joviniano Brandão, empreenderam um movimento sedicioso para destituir o interventor militar João Alberto Lins de Barros e secretário Miguel Costa. Apesar de logo sufocado, o levante explicitou a crise política e militar instaurada em São Paulo no Pós Revolução de 1930, além da própria divisão política dentro da Força Pública, entre os apoiadores de Getúlio Vargas representados pelo general Miguel Costa, e seus opositores.
Em abril de 1932 obteve o seu bacharelado pela Faculdade de Direito do Largo de São Francisco, atual Faculdade de Direito da Universidade de São Paulo. Em 9 de julho daquele ano foi deflagrada a Revolução Constitucionalista, tendo o então capitão aderido a insurreição previamente durante as conspirações. Foi designado para comandar o 1º Batalhão Paulista de Milícia Civil (1º BPMC), totalizando no início de sua formação cerca de 450 homens, a maioria jovens civis universitários, que se voluntariaram para a defender a causa Constitucionalista. O Batalhão acumulou sucessivas vitórias no campo de batalha ao longo do conflito, tendo apenas 15 baixas durante os combates, dentre as quais, somente 3 mortos.
Ainda no início do conflito, ao seu batalhão incorporaram-se outros mais, resultando na lendária “Coluna Romão Gomes”. Esse agrupamento de batalhões atuou no Setor Leste, na divisa de São Paulo com Minas Gerais, em cidades como São José do Rio Pardo, São João da Boa Vista,  Águas da Prata,  Caconde, São Sebastião da Grama, Casa Branca, entre outras. A Coluna cunhada por seu nome, recebeu também a alcunha de “Coluna Invicta” e também tornou-se lendária por jamais ter perdido uma batalha ao longo de toda aquela campanha militar. Nesse setor, ele chegou a levar os combates contra as tropas federais ao interior do território mineiro, onde construiu fama de liderança, bravura e ainda de invencibilidade, por acumular sucessivas vitórias em batalhas contra as tropas de Getúlio Vargas. Somente retrocedeu suas linhas de defesa por cumprimento de ordens superiores, que buscavam retificar infiltrações nos flancos de modo a evitar o envolvimento às tropas paulistas.
Em 12 de setembro foi promovido a major, por conta de seus feitos durante a campanha militar. Na sequência, foi comissionado ao posto de tenente-coronel, pelo comando geral da Força Pública do Estado de São Paulo. Conforme os termos do telegrama enviado pelo coronel Herculano de Carvalho e Silva informando àquele oficial a sua promoção:
| “ | S. Paulo, 12 setembro 1932 — Major Romão Gomes — Casa Branca. — Tendo em vista os vossos brilhantes feitos, sobre o adversário, reconquistando importantes posições, o governo do Estado acaba de confirmar, por decreto de hoje, vossa promoção, ao posto de major. Este commando rejubila-se com a merecida promoção e, em recompensa á destacada actuação do bravo camarada, revivendo as gloriosas tradições da Força Pública, resolveu graduar-vos, no posto de tenente-coronel. — (a.) coronel Herculano de Carvalho e Silva, commandante geral. | ” |

Foi na "Coluna Romão Gomes" que Maria Stella Rosa Sguassábia serviu na Revolução de 1932, tendo combatido as tropas de Getúlio Vargas nas trincheiras lado a lado com outros soldados constitucionalistas. Foi uma dentre as mulheres que atuaram dessa forma no conflito e, para tanto, se vestia como homem e utilizava o pseudônimo “Mario Sguassábia” para se passar como homem.
Pouco antes de findar movimento constitucionalista, Romão Gomes atingiu a patente de tenente-coronel, graças aos méritos conquistados a frente da Coluna que liderou ao longo do conflito.
Próximo ao fim do conflito, quando do armistício, recusou dar chancela aos termos da rendição para o fim definitivo do conflito, tendo sido um dos últimos combatentes paulistas a depor as armas, num momento em que não mais havia condições para a luta. Inconformado com o acordo de rendição realizado entre o Comando Geral da Força Pública Paulista e o Exército Federal, apresentou pessoalmente ao coronel Herculano de Carvalho e Silva o seu pedido de exoneração do cargo. Em novembro de 1932, após a Revolução Constitucionalista, foi preso pelo Departamento de Ordem Política e Social e mantido no Presídio da Imigração sob a acusação de estar ainda em atividade conspiracionista contra o governo provisório e de promover ideias separatistas. Algumas semanas depois foi enviado ao exílio em Portugal, tendo retornado em agosto de 1933 após receber autorização especial do chefe do governo. Um ano após o seu retorno ao Brasil, no entanto, Romão Gomes considerou equivocada a sua opinião manifestada dois anos antes, em que atribuiu a responsabilidade do desfecho do conflito a oficialidade bem como a própria corporação, embora ainda considerasse infeliz a resolução tomada pelo Cel. Herculano. Segundo ele, em depoimento a imprensa em julho de 1934 "(...) não cabe responsabilidade a todos os componentes da Força por um pacto que delle só tiveram conhecimento depois de consumado". Na ocasião também manifestou o seu desejo de retornar a atividade na instituição policial. Ainda em 1934, retornou o seu posto na Força Pública Paulista com as suas promoções adquiridas durante a Revolução de 1932. A sua prisão e exílio no exterior ocorreu pela razão de, na ocasião das prisões dos líderes do levante, não fazer mais parte da corporação policial, uma vez que os membros da Força Pública obtiveram imunidade contra penalidades bem como preservação de suas prerrogativas do cargo, conforme os termos da rendição firmada com o governo provisório.
Com grande reputação de líder, dizia-se capaz de transformar qualquer jovem voluntário em um verdadeiro combatente a serviço da lei e da ordem. Durante a Revolução de 1932, os feitos de seu batalhão chegavam dia a dia à capital, pelos jornais e pelo rádio, fazendo de Romão Gomes um dos mais conceituados líderes militares da Revolução. A esse respeito, ele disse após o conflito:
| “ | Como é possível conseguir de uma tropa que conserve sempre o espírito ofensivo dos primeiros dias, ou melhor, a eficiência cada dia mais aumentada? Muito fácil. Apenas três coisas deve fazer o chefe. Alimentar os homens, fazer-lhes justiça, conduzi-los. O que tudo se pode resumir nesta expressão: comandar a tropa! — Romão Gomes, 1933. | ” |

Em 14 de outubro de 1934, foi eleito Deputado Estadual de São Paulo para Constituinte Estadual, pelo Partido Constitucionalista, tendo obtido 224.285 votos e exerceu o mandato até 1937. Mesmo fora da Força Pública paulista, exerceu funções de consultoria em benefício da instituição.
Também atuou na Campanha Pró-Monumento e Mausoléu ao Soldado Constitucionalista de 1932, hoje existente no Parque Ibirapuera. A comissão formada reuniu-se pela primeira vez em março de 1935 e teve Romão Gomes como o seu primeiro presidente e, posteriormente, vindo a assumir a condição de vice-diretor. A primeira iniciativa da comissão foi a abertura de um concurso, baseado em condições formuladas por um grupo de arquitetos, engenheiros e artistas plásticos, que julgariam os trabalhos apresentados, além de atividades para angariação de fundos para o projeto.
Em 1937, foi indicado para magistrado no Tribunal de Justiça Militar do Estado de São Paulo, tendo sido o primeiro militar a assumir o cargo. Lá, integrou a primeira turma de juízes do Tribunal em que foi presidente entre 1939 e 1944.
Faleceu na cidade de São José dos Campos, numa sexta-feira, no dia 11 de janeiro de 1946, sendo posteriormente trasladado para São Paulo e sepultado no Cemitério do Araçá. Era casado com Dolores Quadrado Gomes, com quem teve os filhos Antônio, Fidias, Gerdí e Edwiges.

### Homenagens
Após sua morte, Romão Gomes atingiu o posto de coronel, em promoção post mortem. Ele recebeu várias medalhas e honrarias, além de diversas homenagens.
O presídio da Polícia Militar do Estado de São Paulo na capital paulista recebeu seu nome em sua memória. Na capital, há também em sua homenagem a EMEF "Romão Gomes'' no Parque Novo Mundo, além de uma rua no bairro do Butantã e uma praça na Vila Paranaguá.
Em sua cidade natal há a praça Romão Gomes e também existe uma na cidade do seu falecimento, ambas em sua memória, além de outros logradouros espalhados pelo Estado.
Em 9 de julho de 1958, na celebração dos 26 anos da Revolução Constitucionalista, teve seus restos mortais trasladados para o monumento Mausoléu do Soldado Constitucionalista, no Ibirapuera.